# Bắc Kạn
Bắc Kạn wymowaⓘ – miasto w północnym Wietnamie, stolica prowincji Bắc Kạn. W 2008 roku ludność miasta wynosiła 22 424 mieszkańców.